# Slowakische Badmintonmeisterschaft 2016
Die Slowakische Badmintonmeisterschaft 2016 war die 24. Auflage der Titelkämpfe im Badminton in der Slowakei. Sie fand vom 6. bis zum 8. Mai 2016 in der Hala M-Šport in Trenčín statt.

## Medaillengewinner
| Disziplin    | Gold                            | Silber                              | Bronze                               |
| ------------ | ------------------------------- | ----------------------------------- | ------------------------------------ |
| Herreneinzel | Jarolím Vícen                   | Milan Dratva                        | Marián Šulko                         |
| Herreneinzel | Jarolím Vícen                   | Milan Dratva                        | Juraj Vachálek                       |
| Dameneinzel  | Martina Repiská                 | Jana Čižnárová                      | Lucia Grenčíková                     |
| Dameneinzel  | Martina Repiská                 | Jana Čižnárová                      | Katarína Vargová                     |
| Herrendoppel | Miroslav Haring Juraj Vachálek  | Milan Dratva Bohumil Kašela         | Tomáš Banyász Marián Smrek           |
| Herrendoppel | Miroslav Haring Juraj Vachálek  | Milan Dratva Bohumil Kašela         | Lukáš Klačanský Tadeáš Žďárský       |
| Damendoppel  | Zuzana Pálková Katarína Vargová | Nikoleta Bálintová Lucia Grenčíková | Lenka Drotárová Katarína Šariščanová |
| Damendoppel  | Zuzana Pálková Katarína Vargová | Nikoleta Bálintová Lucia Grenčíková | Martina Repiská Angelika Vargová     |
| Mixed        | Milan Dratva Zuzana Pálková     | Juraj Vachálek Jana Nejedlová       | Martin Kožár Katarína Vargová        |
| Mixed        | Milan Dratva Zuzana Pálková     | Juraj Vachálek Jana Nejedlová       | Ladislav Tomčko Lenka Drotárová      |